# TVR Chimaera
TVR Chimaera – sportowy samochód osobowy produkowany przez brytyjską firmę TVR w latach 1992-2003. Dostępny jako 2-drzwiowy kabriolet. Model mógł być napędzany przez jeden z czterech silników V8, o pojemnościach: 3,9 l, 4,3 l, 4,6 l oraz 5,0 l. Moc przenoszona była na oś tylną poprzez 5-biegową manualną skrzynię biegów. Samochód został zastąpiony przez model Tamora.

## Dane techniczne
| Wersja       | Silnik:                   | Układ zasilania: | Śr. × skok tłoka:   | St. sprężania: | Moc maks:                            | Maks. moment obrotowy      |
| ------------ | ------------------------- | ---------------- | ------------------- | -------------- | ------------------------------------ | -------------------------- |
| Chimaera 4.0 | V8 3,9 l (3947 cm³), OHV  | wtrysk           | 94,00 mm × 71,10 mm | b/d            | 243 KM (179 kW) przy 5250 obr./min   | 366 N•m przy 4000 obr./min |
| Chimaera 450 | V8 4,6 l (4552 cm³), OHV  | wtrysk           | 94,00 mm × 82,00 mm | 9,5:1          | 289 KM (212,5 kW) przy 5500 obr./min | 407 N•m przy 4500 obr./min |
| Chimaera 500 | V8 5,0 l (4997 ccm³), OHV | wtrysk           | 94,00 mm × 90,00 mm | 10,0:1         | 324 KM (238,6 kW) przy 5500 obr./min | 434 N•m przy 4000 obr./min |

## Osiągi
| Model        | Przyspieszenie 0-100 km/h: | Prędkość maksymalna: |
| ------------ | -------------------------- | -------------------- |
| Chimaera 4.0 | 4,7 s                      | 245 km/h             |
| Chimaera 450 | 4,7 s                      | 257 km/h             |
| Chimaera 500 | 4,1 s                      | 269 km/h             |